# 馬格尼西亞戰役
馬格尼西亞戰役（Battle of Magnesia），發生在公元前190年，是塞琉古帝國與羅馬共和國在羅馬-塞琉古戰爭的一場決定性戰役，戰場在馬格尼西亞附近，羅馬和他的同盟帕加馬擊敗塞琉古國王安條克三世，確認了羅馬在東地中海的霸權。

## 背景
隨著塞琉古國王安條克三世和他的大軍在溫泉關戰役遭受慘重損失，撤退回亞洲重整旗鼓。羅馬和羅德島以及其他盟國聯合艦隊擊敗塞琉古海軍，贏得一連串勝利。公元前190年邁昂尼蘇斯戰役中塞琉古海軍遭到摧毀，安條克三世在得知消息後方寸大亂，匆匆忙忙從色雷斯的利西馬其亞撤離，往小亞細亞內地遁去，留下大批軍需物資未帶走，也未在達達尼爾海峽設防，使得羅馬大軍成功橫越海峽，在羅馬新任執政官盧基烏斯·科爾內利烏斯·西庇阿率領下將戰事轉移到小亞細亞，其兄長大西庇阿作為特使而隨軍行動。
此時無心再戰的安條克三世企圖與羅馬談和，歸還先前在海戰俘虜的大西庇阿之子作為對羅馬的善意，並願割讓愛奧尼亞和埃托利亞的城市，但因羅馬要求塞琉古帝國必須完全放棄歐洲及托魯斯山脈以西的亞洲地方，迫使安條克三世繼續戰爭下去。在安條克三世與羅馬試圖談和期間，大西庇阿因病病倒，並由克奈烏斯·多米蒂烏斯·阿赫諾巴布斯輔佐其兄弟。

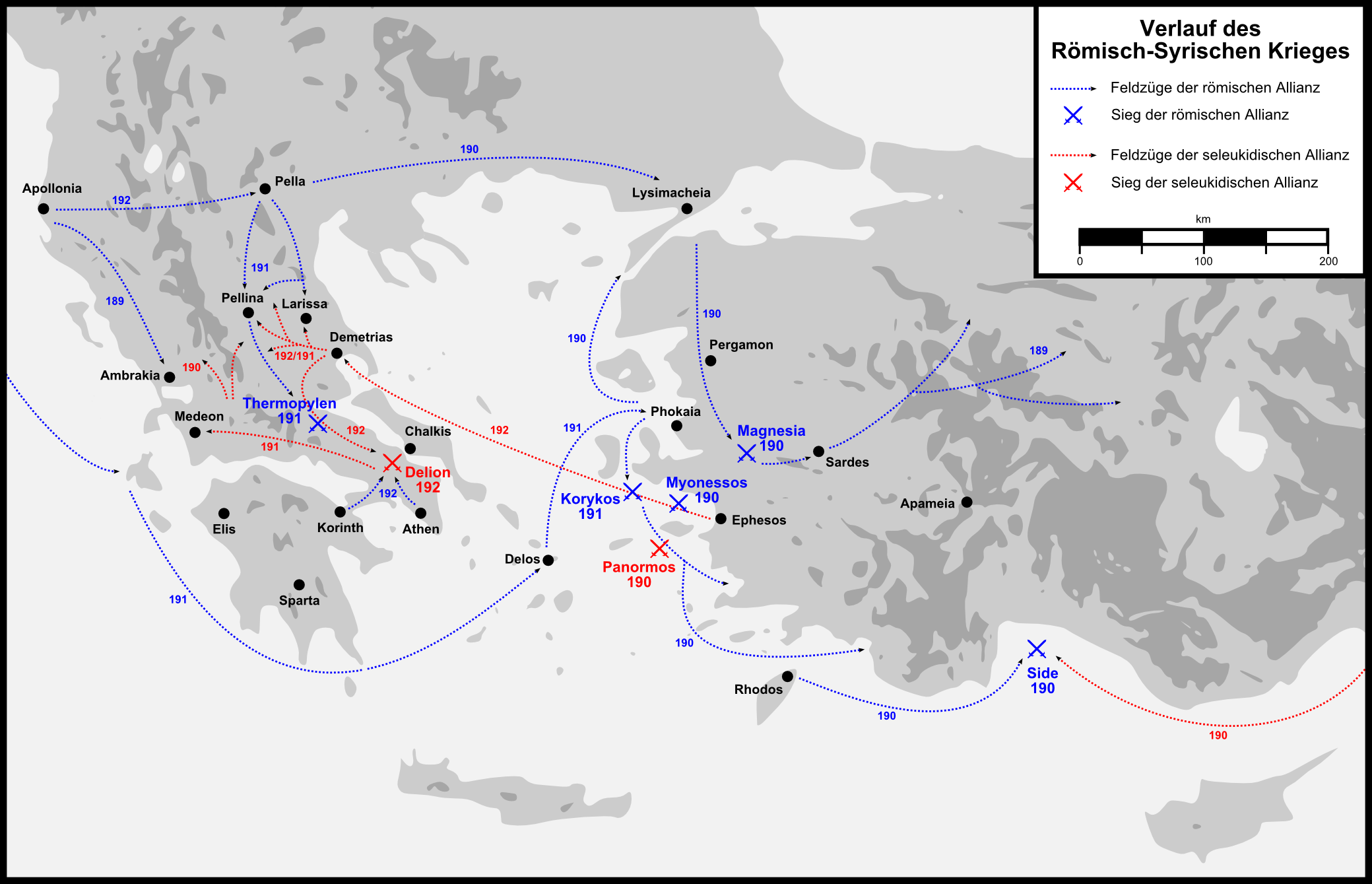
羅馬和塞琉古的進軍路線
羅馬聯軍
塞琉古軍

另一方面安條克三世盡可能從他的帝國招集更多軍隊，並撤往內地，他選定馬格尼西亞作為適合的戰場，並在西皮洛斯山上紮營，安條克還在弗里吉亞河和西皮洛斯山中間建築一道城牆，防止被迫應戰發生。然而渡過河的羅馬聯軍卻一心求戰，在連續五天雙方對恃下，阿赫諾巴布斯派出使者宣告不論安條克明天是否應戰，羅馬聯軍將會攻擊。而安條克三世也厭倦等待，決定與羅馬交戰。

## 佈署
兩軍在第五天尚未黎明時開出軍營，羅馬聯軍方面，兩個羅馬軍團佈署在中間，在羅馬軍團兩翼分別是義大利同盟軍團，軍團都列成三行戰鬥隊形。帕加馬的54頭非洲叢林象放置在羅馬軍團後面，而在聯軍右翼後面的是帕加馬的部隊和3,000名借來的亞該亞同盟輕裝步兵，並有2,200名羅馬和義大利騎兵以及800名帕加馬騎兵，左翼的騎兵包括四隊羅馬騎兵和1,000名希臘同盟騎兵靠著弗里吉亞河佈署，留下2,000名色雷斯和馬其頓志願兵固守營地。聯軍右翼交給帕加馬國王歐邁尼斯二世率領，聯軍左翼則為阿赫諾巴布斯。
在塞琉古軍隊方面，作為塞琉古主幹的16,000名馬其頓方陣分割10個分隊，每個分隊間保留空位，並在分隊間和側翼放置兩頭印度象和一些輕裝步兵，總共有22頭。方陣右邊有1,500名加拉太步兵、3,000名鐵甲騎兵和1,000名的夥友騎兵，在騎兵後面是16頭印度象，在騎兵右方的是10,000名精銳銀盾兵，其右翼佈署弓騎兵和輕裝投射部隊，整個塞琉古軍右翼由安條克三世親自指揮。
在馬其頓方陣左翼由1,500名加拉太步兵、卡帕多細亞國王阿里阿拉特四世提供的部隊和各種雇傭軍組成，其左方有3,000名鐵甲騎兵、1,000名夥伴騎兵、2,500名加拉太重裝騎兵以及500名塔蘭托式騎兵支援，騎兵前面安置阿拉伯駱駝弓兵，在騎兵左翼配有克里特弓兵、來至各地的輕裝步兵和16頭印度象所組成，在整個塞琉古軍前面佈署多輛刀輪戰車。

## 戰役經過

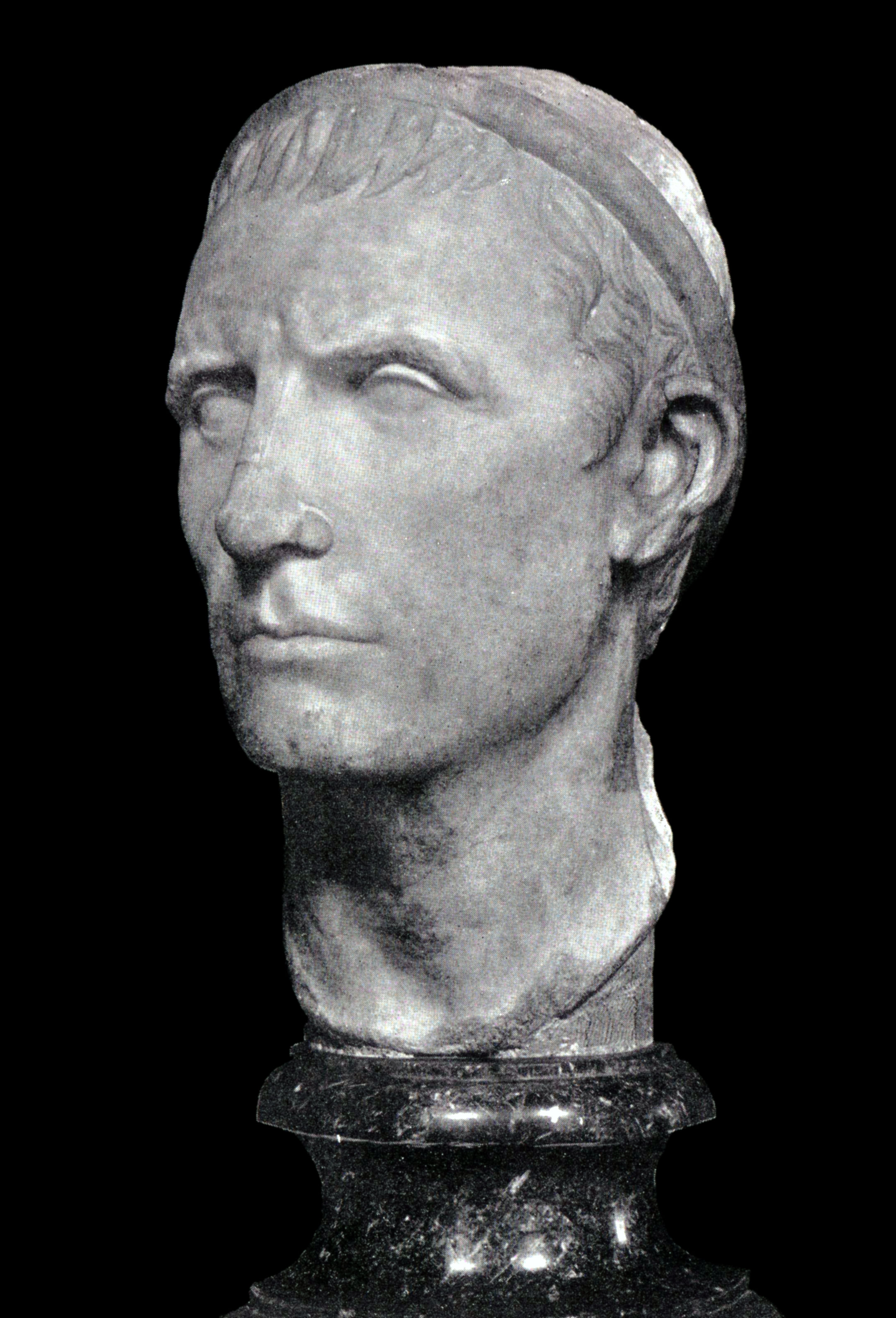
安條克三世肖像

因為尚未黎明的關係天候黯淡無光，清晨的濃霧更使視線不良，必使得弓箭的準度下降，因此帕加馬國王歐邁尼斯二世判斷塞琉古軍的刀輪戰車較有威脅性，且可能向他發起第一波攻擊。歐邁尼斯先派遣克里特弓兵和其他輕裝投射部隊向前，當塞琉古軍的刀輪戰車朝歐邁尼斯進攻時，歐邁尼斯命令投射部隊不向車手射擊而是優先朝馬匹攻擊。此舉造成刀輪戰車失序，使得受傷又驚慌的馬匹拉著戰車往自身的陣列逃去，而車上的鐮刀讓塞琉古軍左翼前方阿拉伯駱駝部隊開始慌亂逃竄，而後方的鐵甲騎兵因為自身鎧甲的重量，難以逃避鐮刀的攻擊，連帶使得塞琉古軍左翼開始鬆動。歐邁尼斯二世立即率領騎兵和輕裝部隊攻擊，最後在歐邁尼斯指揮的羅馬和義大利軍團攻擊下，塞琉古軍左翼開始崩潰逃竄，而那些塞琉古重裝騎兵因穿著笨重鎧甲因而被追上消滅。差不多同時間，塞琉古國王安條克三世在率領右翼騎兵成功突破羅馬左翼陣列部隊，開始追擊他們。
現在塞琉古的中央方陣缺乏騎兵側翼保護，阿赫諾巴布斯派出輕裝騎兵朝塞琉古中央方陣暴露的側翼投持標槍，但塞琉古方陣的良好訓練和紀律沒使他們崩潰，依舊舉著薩里沙長矛保持隊形與羅馬士兵對恃。正當中央方陣形勢越來越不利，安條克三世卻沒有趁機攻擊羅馬軍團後面，反而率領騎兵筆直朝羅馬營地進攻。
在另一方面，歐邁尼斯二世勝利的部隊也一同加入對塞琉古中央方陣的包圍圈，大量的標槍和箭從各個方向朝方陣投去，塞琉古步兵指揮官試圖井然有序的撤離，但方陣內的戰象受不了標槍和箭的攻擊開始發狂亂竄，使方陣再也不能保持完整而混亂，在羅馬軍團的總攻擊下整個塞琉古軍開始步向潰敗。
而安條克三世無法立即擊敗羅馬軍營守備兵，加上帕加馬的阿塔羅斯率領騎兵趕來救援，而決定就此作罷，在突破帕加馬騎兵後，安條克三世回到戰場上才發現他的軍隊即將遭到摧毀，慌忙逃往薩第斯，留下殘餘的塞琉古軍遭到羅馬聯軍追擊、屠殺，直到傍晚戰鬥才結束，羅馬聯軍獲得戰役勝利。

## 戰後與和約
戰後，安條克三世損失全軍的三分之二，50,000名士兵陣亡或被俘，反觀羅馬聯軍幾乎沒有甚麼損失，僅僅300名羅馬步兵陣亡、24名羅馬騎兵陣亡和15名帕加馬騎兵陣亡，大多是左翼的部隊。此戰讓安條克三世失去再戰的籌碼，在收拾殘兵後棄守薩第斯，前往東邊的阿帕米亞與兒子塞琉古的兵力會合，在那裏與羅馬簽下難堪的阿帕米亞和約，結束羅馬-敘利亞戰爭。根據條約，塞琉古帝國割讓歐洲及托魯斯山脈以西的小亞細亞，限定海軍的數量，並付出一大筆賠款給羅馬。戰後塞琉古元氣大傷，使羅馬的政治霸權擴張到地中海東部。

## 註腳
1. 1 2 3 4  John D. Grainger, The Roman War of Antiochus the Great 2002 Leiden-Boston.
2. 1 2  阿庇安, Syriaca36  （页面存档备份，存于）
3. ↑  蒂托·李維,羅馬史 37.29 （页面存档备份，存于）
4. 1 2  蒂托·李維, 羅馬史 37.39 （页面存档备份，存于）
5. ↑  蒂托·李維, 羅馬史 37.40 （页面存档备份，存于）
6. ↑  阿庇安, Syriaca38  （页面存档备份，存于）

### 古代文獻
- 蒂托·李維, translated by Henry Bettison, (1976). Rome and the Mediterranean. London: Penguin Classics. ISBN 0-14-044318-5.
- 阿庇安, History of Rome: The Syrian Wars Syriaca （页面存档备份，存于）

### 現代文獻
- John D. Granger The Roman War of Antiochus the Great 2002 Leiden-Boston
- Peter Green, (1990). Alexander to Actium: The Historical Evolution of the Hellenistic Age, (2nd edition). Los Angeles: University of California Press. ISBN 0-500-01485-X.
- Shogun 144. .   [2009-08-02]. （原始内容存档于2020-11-19）. （页面存档备份，存于）
- Rickard, J. .   [2009-08-02]. （原始内容存档于2020-11-12）. （页面存档备份，存于）